# Gregório de Matos
Gregório de Matos Guerra (ur. prawdopodobnie w 1636 w Salvadorze, zm. 19 października 1696 w Recife) – brazylijski poeta.

## Życiorys
Urodził się w rodzinie szlacheckiej posiadającej niewolników. Studiował prawo w Coimbrze w Portugalii, później zdobył wysoką pozycję w Lizbonie, jednak ostatecznie popadł w niełaskę z powodu wykorzystywania swojego zgryźliwego dowcipu kosztem społeczeństwa dworskiego. W wieku ponad 40 lat wrócił do Bahii, gdzie praktykował prawo zgodnie z własną zasadą, czasem broniąc biednych oskarżonych bez pobierania opłaty. Pisał cięte satyry i sarkastyczne epigramaty wymierzone głównie w klasy rządzące (choć nie oszczędzał w nich również Murzynów, Mulatów ani Indian), które z czasem stawały się coraz bardziej zaciekłe. Tworzył pod silnym wpływem hiszpańskiego baroku, zwłaszcza de Quevedo. W wierszach używał wielu wyrażeń ze słownictwa potocznego, doskonale odtwarzając własne środowisko i epokę. Jego satyryczne wiersze były recytowane przy akompaniamencie gitary i krążyły w rękopisach, co przyniosło mu przydomek "bôca do inferno" ("diabelski ustnik"). Choć był żonaty, w życiu prywatnym stał się znany jako skandalista, przez co popadł w konflikt z duchowieństwem, rządem i szanowanymi osobistościami. Zesłany do afrykańskiej kolonii Angoli, skomponował pożegnanie z ojczyzną, w którym porównał Brazylijczyków do bestii obciążonych kieratem w celu wspierania portugalskich łotrów. Później pozwolono mu wrócił do Brazylii pod warunkiem powstrzymania się od pisania wierszy i stowarzyszania się z muzykami i próżniakami; warunki te jednak ignorował. Jego wiersze nie były publikowane do 1882 roku. Choć nie napisał żadnego wielkiego dzieła, był pierwszym znanym brazylijskim poetą. Był też pierwszym brazylijskim twórcą piszącym w śmiały, nieformalny sposób i używającym narodowego slangu i idiomów. Dzięki swojemu buntowniczemu duchowi stał się jednym z kulturowych bohaterów Brazylii.